# أبناء عمومة في الحب
أبناء عمومة في الحب (بالإنجليزية: Tender Cousins)‏ هو فيلم بلوغ ودراما رومانسي من إخراج ديفيد هاملتون.

## الممثلون
- تييري تيفيني بدور جوليان.
- أنجا شوتي بدور جوليا.
- فاليري دوماس بدور بون.
- إيفلين داندري بدور العمة أديل.
- إليسا سيرفييه بدور كلير.
- جان إيف شاتليه بدور تشارلز.
- هانز كيتنر بدور البروفيسور شوبيرج.
- سيلك رين بدور ليزلوت شوبيرج.
- لور ديشانيل بدور كليمنتين.
- ماشا ميريل بدور أغنيس، والدة جوليان.
- بيير فيرنييه بدور والد جوليان.
- آن فونتين بدور جوستين.
- جايل ليجراند بدور ماتيلد.
- كارمن ويبر يدور مادلين.
- فاني باستيان بدور أنجيل.
- جان روجيري بدور السيد لاكروا.
- كاثرين روفيل بدور مدام لاكروا.
- بيير شانتيبي بدور ماتيو.
- جان لويس فورتويت بدور أنطوان.
- جان بيير رامبال بدور ساعي البريد بازو.

## الكتاب
كمعظم أفلام هاميلتون، صدر كتاب مصور يحمل نفس الاسم يحتوي على صور من الفيلم. صدر الكتاب عام 1982 ويحتوي على 112 صفحة بها 100 صورة ملونة و38 صورة نصف ملونة.

## روابط خارجية
- أبناء عمومة في الحب على موقع IMDb (الإنجليزية)
- أبناء عمومة في الحب على موقع روتن توميتوز (الإنجليزية)
- أبناء عمومة في الحب على موقع ألو سيني (الفرنسية)
- أبناء عمومة في الحب على موقع Turner Classic Movies (الإنجليزية)
- أبناء عمومة في الحب على موقع أول موفي (الإنجليزية)
- أبناء عمومة في الحب على موقع فيلمافينيتي (الإسبانية)
- أبناء عمومة في الحب على موقع قاعدة بيانات الفيلم (الإنجليزية)
- أبناء عمومة في الحب على موقع ليتربوكسد (الإنجليزية)
- أبناء عمومة في الحب على موقع كينوبويسك (الروسية)